# Анси (округ)
Анси (фр. Annecy) — округ (фр. Arrondissement) во Франции, один из округов в регионе Рона-Альпы. Департамент округа — Верхняя Савойя. Супрефектура — Анси.
Население округа на 2006 год составляло 249 501 человек. Плотность населения составляет 198 чел./км². Площадь округа составляет всего 1262 км².